# Rosochy (województwo mazowieckie)
Rosochy – wieś sołecka w Polsce położona w województwie mazowieckim, w powiecie mławskim, w gminie Stupsk. Leży nad rzeką Łydynia.
W latach 1975–1998 miejscowość położona była w województwie ciechanowskim.